# Marie Joseph Chalier
Marie Joseph Chalier, (Beaulard, perto de Susa, 1747 – Lião, 17 de julho de 1793) foi um ex-padre e revolucionário francês, cuja execução na guilhotina levou a Convenção a decretar a destruição daquela cidade.

## Biografia
Chalier pertencia a uma família de advogados. Fez o noviciado com os dominicanos e, em seguida, foi preceptor, até que finalmente entrou para o serviço junto aos comerciantes de seda de Lião, para quem excursionou pela Europa mediterrânea.
Em 1789 aderiu entusiasticamente aos ideiais revolucionários. No 14 de julho participou da Queda da Bastilha. Torna-se um fanático das novas ideias, leitor voraz das obras de Jean-Jacques Rousseau e venera Marat como a um deus, a ponto de lhe decorar os discursos, repetindo-os aos operários lioneses; da Bastilha levara até Lião, a pé e com as mãos nuas, uma das pedras, numa jornada que durou seis dias e noites. Lá chegando, ergueu um altar, sobre a qual depositou a pedra. A partir daí, em janeiro-fevereiro de 1790 publica artigos em prol dos revolucionários.
Em Lião participa da tomada do Arsenal. Desde os violentos ataques de 1786 que Lião conhece movimentos populares que se tornam crônicos. O conservadorismo do patriciado favorece sua ascensão: à frente de um importante movimento que reunia seis mil membros de clubes seccionais (coordenados por um clube central) torna-se em novembro de 1790 funcionário municipal, membro da comissão de comércio e da indústria e, depois, juiz do tribunal de comércio. Entretanto, por causa de sua impetuosidade, é acusado de abuso de poder e suspenso, o que o fez dirigir-se, em dezembro de 1791, até Paris para reclamar à justiça.
A queda do trono levou à substituição dos diretores dos departamentos do Rhône-et-Loire pelo republicano Jean-Marie Roland de La Platière, ao tempo em que retornava a Lião. À frente dos seus partidários girondinos (apelidados de "Chaliers") mobilizam os sans-culottes lioneses nas demandas sociais: abolição do comércio privado dos grãos, nacionalizaçãos dos moinhos e administração estatal das fábricas de alimentos, estabelecimento de salário mínimo diário para os trabalhadores das tecelagens de seda.
A partir de novembro de 1792, quando das eleições municipais, assume o controle do Clube Central e das diversas seções eleitorais. Chalier encabeça a lista dos candidatos a prefeito, mas é derrotado por seu rival na Gironda, Antoine Nivière-Chol. Muitos dos chaliers contudo conquistam as sedes municipais, e conseguem para Chalier a presidência do Tribunal Distrital, que ele tenta transformar em tribunal revolucionário.
Em seus discursos Chalier adota o tom profético e a retórica vingativa de Marat. Sujeito à pressão dos chaliers, o município concorda em tomar medidas progressivamente contrárias ao liberalismo econômico.
Em 6 de fevereiro de 1793 o Clube central organiza um encontro secreto durante o qual, ao que parece, decidiu-se organizar um dia revolucionário, a fim de dominar a Câmara Municipal e levar os adversários ao Tribunal. Informado da trama, Nivière-Chol causou uma crise apresentando sua demissão: mas foi triunfalmente reeleito em 18 de fevereiro, com 80% dos votos. Mas, diante do crescimento dos monarquistas, acaba desistindo. Alertados de sua demissão pelo Clube Central, a Convenção enviou a Lião três montanhistas (Rovère, Legendre e Basire), que favorecem a eleição de Antoine-Marie Bertrand, amigo de Chalier, a 8 de março.
Sob pressão dos chaliers, que reforçam seus laços com o Clube dos Jacobinos e estabelecem um Comitê de Salvação Pública do Rhône-et-Loire, é criado um exército revolucionário e fortalecido o Clube central.
Por outro lado os moderados investem nas assembleias das seções e controlam, até abril, 22 comitês e 14 clubes secionais. Seu crescimento se deve grandemente à impossibilidade de Chalier em melhorar as condições sociais, e ao peso excessivo dos impostos cobrados para a manutenção do exército revolucionário.
Em 29 de maio de 1793 23 das 32 seções se dirigem contra a Câmara Municipal. Chalier e seus partidários são presos e municipalidade é suspensa, sendo criada uma nova, provisória, e os enviados da Convenção rechaçados, sendo Chalier levado a julgamento. Por meio de uma carta forjada, armam-lhe a condenação à morte - uma forma de advertirem os extremistas e de confronto à Convenção, sendo finalmente executado na Praça des Terreaux, em 17 de julho.
No patíbulo Chalier profetiza: "Minha morte custará caro a esta cidade!"
Mas a guilhotina, quer pela falta de uso, quer pela inabilidade de seus manejadores, não funciona como devido: por uma, duas, três vezes desce a lâmina sobre o pescoço de Chalier, sem contudo cortá-lo: seu corpo algemado se contorce, banhado em sangue, até que o carrasco usa um sabre para concluir a decapitação, para horror do povo que a tudo assistia.
À notícia desses eventos a Convenção decreta o cerco e destruição da cidade, elevando Chalier ao status de Mártir da República, ao lado de Saint-Fargeau e de Marat.
Esta execução foi o estopim da Revolta lionesa contra a Convenção, e Chalier seria vingado com a destruição de Lião por Collot d'Herbois e Joseph Fouché.